# Trick Daddy

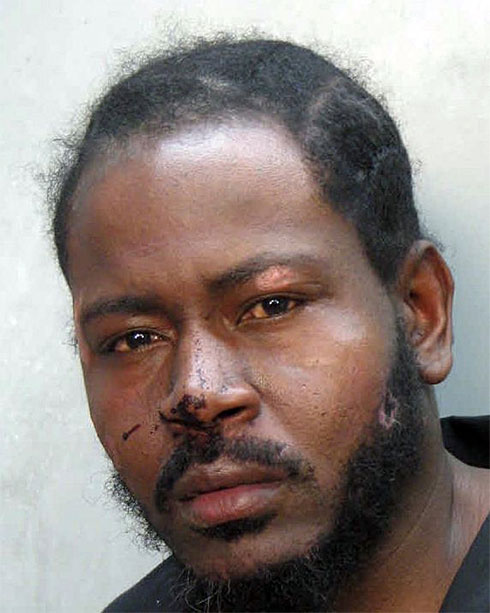
Trick Daddy (2007)

Trick Daddy (* 23. September 1973 in Miami, Florida; richtiger Name Maurice Young) ist ein US-amerikanischer Rapper und Musikproduzent.

## Biografie
Maurice Young wuchs im Ghetto von Miami auf und hat 26 Geschwister. Während seiner Kindheit zog die Familie öfters um, unter anderem in die Elendsviertel Liberty City und Richmond Heights. Als er mit sechzehn zum ersten Mal im Gefängnis war, schrieb er seine ersten Texte. Er engagierte sich dort auch für seine Mithäftlinge, indem er ihnen Lesen und Schreiben beibrachte, sowie für sie Briefe schrieb.
Ursprünglich nannte er sich „Trick Daddy Dollars“. Unter diesem Namen erschien 1997 bei Atlantic Records sein Debütalbum Based on a True Story, das 2007 erneut veröffentlicht wurde. 1998 folgte das Album www.thug.com, das 1999 Platz 30 der Billboard-Charts erreichte. 2000 erschien mit Books Of Thugs Chapter A.K., Verse 47 ein weiteres Album, das in den amerikanischen Charts erfolgreich war. Ein Jahr später konnte er mit Thugs Are Us eine erneute Spitzenplatzierung verbuchen.

## Diskografie

### Studioalben
| Jahr | Titel                                     | Höchstplatzierung, Gesamtwochen, AuszeichnungChartsChartplatzierungen (Jahr, Titel, Platzierungen, Wochen, Auszeichnungen, Anmerkungen) | Anmerkungen                                                  |
| Jahr | Titel                                     | US | Anmerkungen                                                  |
| ---- | ----------------------------------------- | --- | ------------------------------------------------------------ |
| 1997 | Based on a True Story                     | — | Erstveröffentlichung: 29. Juli 1997                          |
| 1998 | www.thug.com                              | US30 Gold · (37 Wo.)US | Erstveröffentlichung: 22. September 1998 Verkäufe: + 500.000 |
| 2000 | Book of Thugs: Chapter AK Verse 47        | US26 Gold · (28 Wo.)US | Erstveröffentlichung: 15. Februar 2000 Verkäufe: + 500.000   |
| 2001 | Thugs Are Us                              | US4 Platin · (36 Wo.)US | Erstveröffentlichung: 20. März 2001 Verkäufe: + 1.000.000    |
| 2002 | Thug Holiday                              | US6 Gold · (23 Wo.)US | Erstveröffentlichung: 6. August 2002 Verkäufe: + 500.000     |
| 2004 | Thug Matrimony: Married to the Streets    | US2 Platin · (34 Wo.)US | Erstveröffentlichung: 26. Oktober 2004 Verkäufe: + 1.000.000 |
| 2006 | Back by Thug Demand                       | US48 (13 Wo.)US | Erstveröffentlichung: 19. Dezember 2006                      |
| 2009 | Finally Famous: Born a Thug, Still a Thug | US34 (3 Wo.)US | Erstveröffentlichung: 15. September 2009                     |

### EPs
- 2014: U Already Know

### Singles als Leadmusiker
| Jahr | Titel Album                                               | Höchstplatzierung, Gesamtwochen, AuszeichnungChartplatzierungen (Jahr, Titel, Album, Platzierungen, Wochen, Auszeichnungen, Anmerkungen) | Höchstplatzierung, Gesamtwochen, AuszeichnungChartplatzierungen (Jahr, Titel, Album, Platzierungen, Wochen, Auszeichnungen, Anmerkungen) | Anmerkungen                                                     |
| Jahr | Titel Album                                               | UK | US | Anmerkungen                                                     |
| ---- | --------------------------------------------------------- | --- | --- | --------------------------------------------------------------- |
| 1998 | Nann Nigga www.thug.com                                   | — | US62 (20 Wo.)US | feat. Trina                                                     |
| 1999 | Shut Up Book of Thugs: Chapter AK Verse 47                | — | US83 (11 Wo.)US | feat. Deuce Poppito, Trina und Co                               |
| 2001 | Take It to da House Thugs Are Us                          | — | US50 (20 Wo.)US | feat. The SNS Express                                           |
| 2001 | I’m a Thug Thugs Are Us                                   | — | US17 (20 Wo.)US |                                                                 |
| 2002 | In da Wind Thug Holiday                                   | — | US70 (18 Wo.)US | feat. CeeLo Green und Big Boi                                   |
| 2002 | Thug Holiday                                              | — | US87 (9 Wo.)US | feat. LaTocha Scott                                             |
| 2004 | Let’s Go Thug Matrimony: Married to the Streets           | UK26 (2 Wo.)UK | US7 Gold · (22 Wo.)US | Verkäufe: + 500.000; feat. Lil Jon und Twista                   |
| 2005 | Sugar (Gimme Some) Thug Matrimony: Married to the Streets | UK61 (1 Wo.)UK | US20 Gold + Gold (Mastertone) · (26 Wo.)US                                                                                               | Verkäufe: + 1.000.000; feat. CeeLo Green, Ludacris und Lil’ Kim |
| 2006 | Bet That Back by Thug Demand                              | — | — | feat. Chamillionaire und Gold Rush                              |
| 2007 | Tuck Ya Ice Back by Thug Demand                           | — | — | feat. Birdman                                                   |
| 2009 | Why They Jock Finally Famous: Born a Thug, Still a Thug   | — | — | feat. Ice "Billion" Berg und Murk Camp                          |
| 2014 | U Already Know                                            | — | — |                                                                 |

### Singles als Gastmusiker
| Jahr | Titel Album                       | Höchstplatzierung, Gesamtwochen, AuszeichnungChartsChartplatzierungen (Jahr, Titel, Album, Platzierungen, Wochen, Auszeichnungen, Anmerkungen) | Anmerkungen |
| Jahr | Titel Album                       | US | Anmerkungen |
| ---- | --------------------------------- | --- | --- |
| 2003 | Still Ballin’ Better Dayz         | US69 (20 Wo.)US | Tupac Shakur feat. Trick Daddy                                                                                 |
| 2003 | Round Here M.A.D.E.               | — | Memphis Bleek feat. Trick Daddy und T.I.                                                                       |
| 2004 | Whats Happ’nin! Me & My Brother   | US30 (20 Wo.)US | Ying Yang Twins feat. Trick Daddy                                                                              |
| 2006 | Born-N-Raised Listennn… the Album | — | DJ Khaled feat. Trick Daddy, Pitbull und Rick Ross                                                             |
| 2007 | I’m So Hood We the Best           | US19 Gold + Platin (Mastertone) · (20 Wo.)US                                                                                                   | Verkäufe: + 1.500.000; DJ Khaled feat. T-Pain, Trick Daddy, Rick Ross und Plies                                |
| 2008 | Out Here Grindin We Global        | US38 Gold · (15 Wo.)US | Verkäufe: + 500.000; DJ Khaled feat. Akon, Rick Ross, Young Jeezy, Lil Boosie, Trick Daddy, Ace Hood und Plies |

## Auszeichnungen für Musikverkäufe
Anmerkung: Auszeichnungen in Ländern aus den Charttabellen bzw. Chartboxen sind in ebendiesen zu finden.
| Land/RegionAuszeichnungen für Musikverkäufe (Land/Region, Auszeichnungen, Verkäufe, Quellen) | Gold     | Platin     | Verkäufe  | Quellen  |
| -------------------------------------------------------------------------------------------- | -------- | ---------- | --------- | -------- |
| Vereinigte Staaten (RIAA)                                                                    | 8× Gold8 | 3× Platin3 | 7.000.000 | riaa.com |
| Insgesamt                                                                                    | 8× Gold8 | 3× Platin3 |           |          |